# Charles Drenowatz
Charles A. Drenowatz, geboren als Karl Alexander Drenowatz (* 1908 in Zürich; † 1979), war ein Schweizer Unternehmer und Kunstsammler. Er war bekannt für seine Sammlung traditioneller chinesischer Landschaftsbilder, die eine der bedeutendsten in Europa ist.
Drenowatz entstammte einer serbisch-deutschen Familie. Sein Vater betrieb am Stauffacherquai in Zürich ein Velo- und Motorradgeschäft. Nach einer kaufmännischen Lehre übernahm Drenowatz das Geschäft und baute es rasch aus. Nach dem Zweiten Weltkrieg war er Millionär.
Obwohl Drenowatz wegen seiner einfachen Herkunft ein Universitätsstudium verwehrt blieb, begeisterte er sich zeitlebens für Kunst, Literatur und Philosophie. Seine Leidenschaft war das Sammeln chinesischer Kunst, insbesondere traditioneller chinesischer Landschaftsmalerei aus der Ming- und Qing-Zeit und anderer späterer Dynastien. Beraten liess er sich dabei vom chinesisch-amerikanischen Kunsthistoriker Chu-tsing Li, der Drenowatz’ Sammlung auch wissenschaftlich aufarbeitete und in einem Katalog beschrieb.
Nach Drenowatz’ Tod erhielt das Museum Rietberg in Zürich die Sammlung zum Geschenk. Das Bundesamt für Kultur finanzierte 2021 die weitere wissenschaftliche Aufarbeitung der Sammlung.